# Accord Haavara
 (juin 2024).

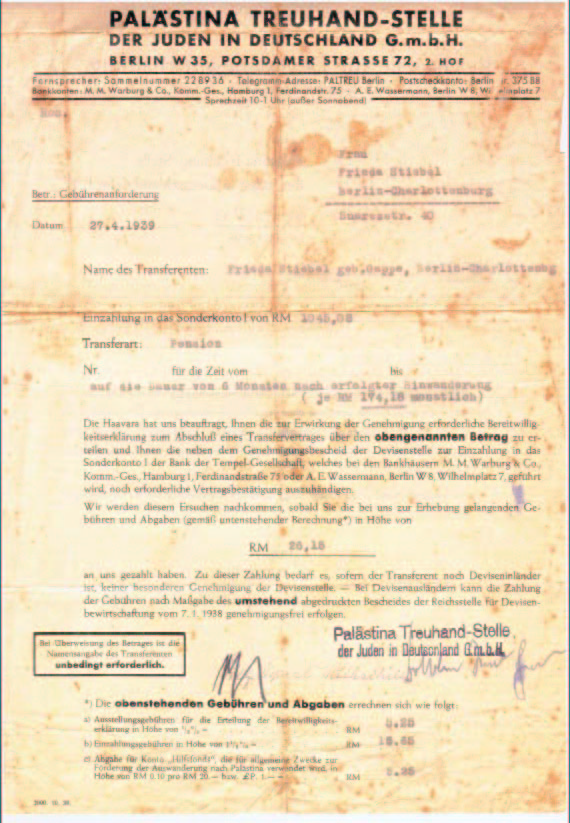
Accord de transfert pour les Juifs quittant l'Allemagne nazie en vertu de l'Accord Haavara, pour récupérer certains actifs quand ils arrivent en Palestine. Ce document date de 1939, année de l'arrêt du fonctionnement de l'accord.

L'accord Haavara (en hébreu הסכם העברה, Heskem Haavara, littéralement « accord de transfert ») est un accord signé le 25 août 1933 après trois mois de négociations entre la Fédération sioniste d'Allemagne, la Banque de l'Anglo-Palestine (sous les ordres de l'Agence juive, structure de liaison entre les sionistes établis en Palestine et les autorités britanniques, ayant conquis la Palestine dès fin 1917 et ayant ensuite reçu mandat en 1922 de la Société des Nations de l'administrer et de la gérer) et les autorités nazies, avec l'arrivée au pouvoir d'Hitler et de ses partisans le 30 janvier 1933, faisant suite aux élections allemandes de novembre 1932, où le parti nazi était devenu le premier parti politique allemand, avec environ 33,1 % des voix.  
L'accord a été conçu pour faciliter l'émigration des Juifs allemands vers la Palestine, alors territoire sous mandat britannique. Aidant les Juifs à émigrer, il les force à abandonner la plupart de leurs possessions à l'État allemand avant le départ. Ces actifs, selon l'accord, pouvaient être obtenus plus tard, en les transférant en Palestine partiellement et comme contrepartie, des achats de biens d'exportation allemands devaient être faits. Les accords fonctionneront jusqu'au moment du début de la Seconde Guerre mondiale en septembre 1939. Dans cette période, ces accords ont permis à entre 50 000  et   60 000 Juifs allemands d'émigrer en Palestine.
L'accord fait l'objet de controverses à l'époque et est critiqué par de nombreuses personnalités juives, au sein du mouvement sioniste (comme le leader sioniste révisionniste Vladimir Jabotinsky) et à l'extérieur de celui-ci. L'accord est aussi critiqué par des membres du parti nazi et par une partie de l'opinion publique allemande. Pour les Juifs allemands, l'accord donne l'espoir de pouvoir fuir les persécutions dont ils sont de plus en plus victimes en Allemagne, avec notamment les interdictions d'exercer leur profession dès 1935.

## Hanotea
Hanotea (en hébreu : הנוטע), une société sioniste de plantation d'agrumes, fit la demande en mai 1933 de transfert de capitaux en provenance de l'Allemagne nazie vers la Palestine. Hanotea, faisant partie du mouvement sioniste, servit ainsi à aider l'immigration des juifs allemands en Palestine. Selon un accord négocié avec le gouvernement allemand, Hanotea devait prendre l'argent des immigrants potentiels et le transférer dans un compte bloqué afin de l'utiliser pour acheter des marchandises allemandes (bois de construction, automobiles, machines agricoles). Ces biens étaient alors livrés à la Palestine, en même temps que des Juifs allemands pouvaient y émigrer. En Palestine, des importateurs juifs devaient alors acheter les biens des immigrés, afin de liquider leurs investissements ; en contrepartie, le régime nazi, grâce à cet accord, pouvait contourner l'embargo britannique. Cet arrangement fonctionna avec succès et ouvrit ainsi la voie à l'accord Haavara. Le promoteur de l'accord Hanotea était un sioniste polonais, Sam Cohen. Celui-ci représenta les intérêts sionistes dans la négociation directe avec l'État allemand à partir de mars 1933 ; toutefois, la même année, le congrès juif mondial se déclara en lutte totale contre le système nazi.

## L'accord Haavara
L'accord Haavara (de Transfert) a été accepté par le gouvernement allemand de Hitler en 1933 pour permettre au mouvement sioniste, sous la forme de la société Hanotea, de transférer des biens d'Allemagne vers la Palestine, dans le seul but d'encourager l'émigration juive d'Allemagne. La société Haavara travailla sous un régime semblable à celui de l'entreprise Hanotea. Elle exigea que les immigrants paient, pour émigrer en Palestine, au moins 1 000 livres sterling, gérés par la banque Leumi qui était un des cosignataires de l'accord. Cet argent était alors utilisé pour acheter des biens d'exportation allemands qui étaient destinés à des sociétés juives déjà établies en Palestine, à des moshavs et à des kibboutz.
L'accord Haavara a été pensé par quelques membres des milieux diplomatiques allemands comme un moyen possible de débarrasser le pays de sa prétendue « question juive ». Le chef de la division Moyen-Orient du ministère des Affaires étrangères, Werner Otto von Hentig (en), a soutenu la politique d'émigration des Juifs allemands vers la Palestine et la constitution d'un foyer national juif en Palestine. W.O. von Hentig croyait que si la population juive était concentrée dans une seule entité étrangère, alors la politique étrangère diplomatique et de confinement des Juifs deviendrait plus facile. Le soutien d'Hitler à l'Accord Haavara varia après l'année de sa conclusion, au long des années 1930. Initialement, il critiqua l'accord ; mais, peu après, il changea d'avis et le soutiendra, en dépit d'oppositions jusqu'en septembre 1939.
Après l'invasion de la Pologne et le commencement de la Seconde Guerre mondiale en septembre 1939, la poursuite pratique de l'accord Haavara devint très difficile. Au cours de l'année 1940, il fut quasiment impossible pour les Juifs restés en Allemagne et en Autriche d'obtenir encore des laissez-passer pour franchir les frontières du Reich allemand et les visas pour se rendre dans un pays étranger furent très peu nombreux.  
En 1940, des représentants du groupe sioniste droitier Lehi rencontrèrent toutefois Werner Otto von Hentig afin de proposer directement une coopération militaire avec les nazis[réf. nécessaire] et accélérer le transfert des juifs d'Europe vers la Palestine. Cette proposition, toutefois, ne produisit pas de résultats.
Sur quelque 500 000 Juifs allemands en 1933 et environ 200 000 Juifs autrichiens en 1938, environ 53 000 ont pu émigrer en Palestine du fait de cet accord (60 000 selon certaines sources). Environ 300 000 autres Juifs allemands entre 1933 et 1939 ont pu échapper aux arrestations puis aux camps de la mort, en émigrant dans différents pays européens ou aux États-Unis. Sur les restants (soit 200 000), la quasi-totalité fut ensuite arrêtée puis envoyée dans les camps d'extermination en Pologne occupée où l'immense majorité fut assassinée par gazage. En juillet 1945, les autorités américaines établies à Berlin ont recensé approximativement 5 000 Juifs  alors que la communauté juive de Berlin en 1933 comptait environ 175 000 personnes. 
Les Juifs d'Europe furent exterminés par les nazis et leurs alliés, pendant la Seconde Guerre mondiale. La décision d'une liquidation totale a été prise par les dirigeants en septembre 1941, car c'est à partir de cette date que les nazis commencent à rafler et déporter les Juifs de l'Europe entière. La conférence de Berlin-Wannsee en janvier 1942, tenue par une quinzaine de hauts cadres de l’État allemand et du parti nazi, se conclut notamment sur la décision de l'extermination physique des Juifs sous occupation allemande, par tous moyens : c'est la mise en place de l'Holocauste ou Shoah, qui fait environ 6 millions de morts, jusqu'à la fin du conflit.

## Polémiques
L'évocation hors contexte de cet accord a été le sujet de polémiques. En avril 2016, l'ancien maire de Londres Ken Livingstone affirme qu'Hitler avait soutenu le sionisme, décrivant de façon erronée et déformée le cadre de l'accord Haavara. Il est critiqué par la plupart des historiens,,,,. Selon l'historien Roger Moorhouse, dire qu'Hitler a soutenu le sionisme « est non seulement historiquement inexact, mais c’est également historiquement inculte ». Par ailleurs, de nombreuses organisations sionistes ont contribué à la Résistance juive à Hitler pendant la Seconde Guerre mondiale. C'est par exemple le cas, en France, de l'Armée juive, ou, en Pologne, de l'Union militaire juive (Żydowski Związek Wojskowy) et d'une partie de l'Organisation juive de combat (Żydowska Organizacja Bojowa), qui mènent toutes deux l'insurrection du ghetto de Varsovie en 1943.